# Alberto Fontana
Alberto Fontana (1518 - 17. května 1558) byl italský malíř. Narodil se v italské Modeně. První zmínka o něm pochází z roku 1537. Byl následníkem italského malíře Niccoly dell'Abbateho. Pracoval pod vedením Antonia Begarelliho. Spolu s Lodovicem Brancolinim namaloval roku 1546 obraz Sál v Modeně; dílo, provedené ve stylu Niccoly dell'Abbateho. Na zobrazení hlav postav je znát podobný styl, ale v designu se od dell'Abbateho odlišuje. Alberto Fontana zemřel v roce 1558. V galerii Estense v Modeně jsou čtyři postavy na fresce představující Bdělost, Prozíravost, Naději a Víru.